# USS Portsmouth (CL-102)
O USS Portsmouth foi um cruzador rápido operado pela Marinha dos Estados Unidos e a vigésima quarta embarcação da Classe Cleveland. Sua construção começou em junho de 1943 nos estaleiros da Newport News Shipbuilding e foi lançado ao mar em setembro de 1944, sendo comissionado na frota norte-americana em junho do ano seguinte. Era armado com uma bateria principal de doze canhões de 152 milímetros montados em quatro torres de artilharia triplas, tinha um deslocamento de mais de catorze mil toneladas e alcançava uma velocidade máxima de 32 nós.
O Portsmouth entrou em serviço nos últimos meses da Segunda Guerra Mundial e ainda estava realizando seus testes marítimos quando o conflito acabou em agosto de 1945, consequentemente sua carreira foi curta e sem grandes incidentes. Fez três viagens internacionais para a África e para o Mar Mediterrâneo entre 1946 e 1948, em seguida realizou cruzeiros de treinamento pela Costa Leste dos Estados Unidos. Foi descomissionado em junho de 1949 e mantido inativo na Frota de Reserva do Atlântico até ser descartado em 1970 e desmontado no ano seguinte.

## Características

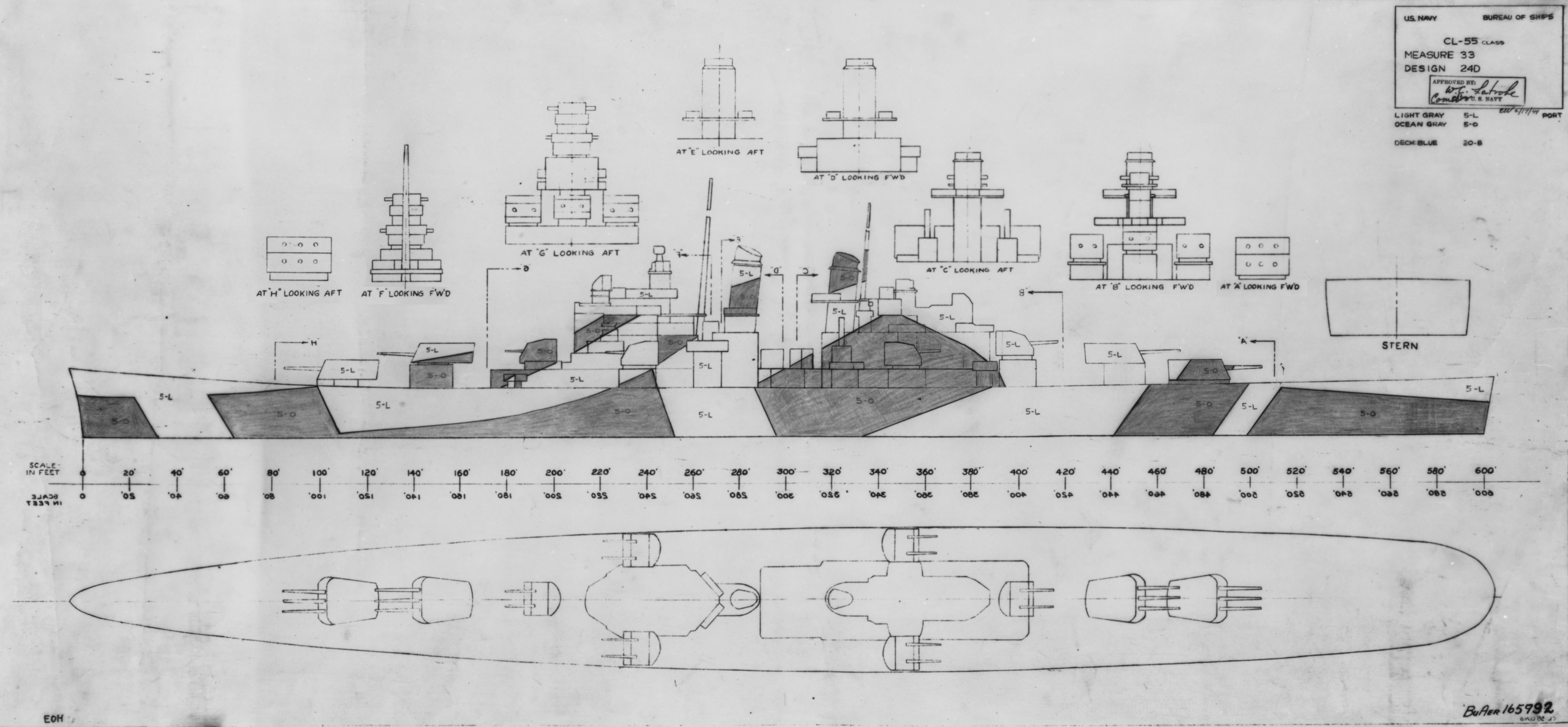
Desenho da Classe Cleveland

O projeto dos cruzadores rápidos da Classe Cleveland começou no final da década de 1930. O deslocamento de navios do tipo na época ficava limitado a 8,1 mil toneladas pelos termos do Segundo Tratado Naval de Londres. Entretanto, após o início da Segunda Guerra Mundial em setembro de 1939, o Reino Unido anunciou que iria suspender o tratado pela duração do conflito, uma decisão rapidamente seguida pelos Estados Unidos. Este, apesar de ainda neutro, reconheceu que sua entrada na guerra era provável e que a necessidade urgente de mais navios impedia um projeto totalmente novo, assim a Classe Cleveland teve seu projeto muito baseado na predecessora Classe Brooklyn. A principal diferença foi a remoção de uma torre de artilharia tripla de 152 milímetros em favor de uma torre dupla de 127 milímetros.
O Portsmouth tinha 185,95 metros de comprimento de fora a fora, boca de 20,22 metros e calado de 7,47 metros. Seu deslocamento padrão era de 11 932 toneladas, enquanto o deslocamento carregado chegava a 14 358 toneladas. Seu sistema de propulsão era composto por quatro caldeiras Babcock & Wilcox que queimavam óleo combustível proporcionando o vapor para quatro conjuntos de turbinas a vapor General Electric, cada uma girando uma hélice. A potência indicada era de 102 mil cavalos-vapor (75 mil quilowatts), suficiente para levar o navio a uma velocidade máxima de 32,5 nós (60,2 quilômetros por hora). Sua tripulação era composta por 1 285 oficiais e marinheiros.
Sua bateria principal era formada por doze canhões Marco 16 calibre 47 de 152 milímetros montados em quatro torres de artilharia triplas na linha central do navio, duas localizadas na proa e as outras duas na popa, em ambos os casos com uma torre sobreposta à outra. A bateria secundária tinha doze canhões de duplo-propósito calibre 38 de 127 milímetros em seis torres de artilharia duplas. Duas ficavam na linha central à proa e à ré da superestrutura, enquanto as outras quatro ficavam nas laterais da superestrutura. A bateria antiaérea tinha 28 canhões Bofors de 40 milímetros em quatro montagens quádruplas e seis duplas mais dez canhões Oerlikon de 20 milímetros em montagens únicas.
O cinturão principal de blindagem do Portsmouth tinha uma espessura que variava de 89 a 127 milímetros, com a seção mais espessa ficando à meia-nau, onde protegia os depósitos de munição e as salas de máquinas. Seu convés blindado tinha 51 milímetros de espessura. As torres de artilharia principais eram protegidas com uma frente de 170 milímetros e laterais e teto de 76 milímetros, ficando em cima de barbetas que tinham 152 milímetros de espessura. Sua torre de comando tinha laterais de 127 milímetros.

## História

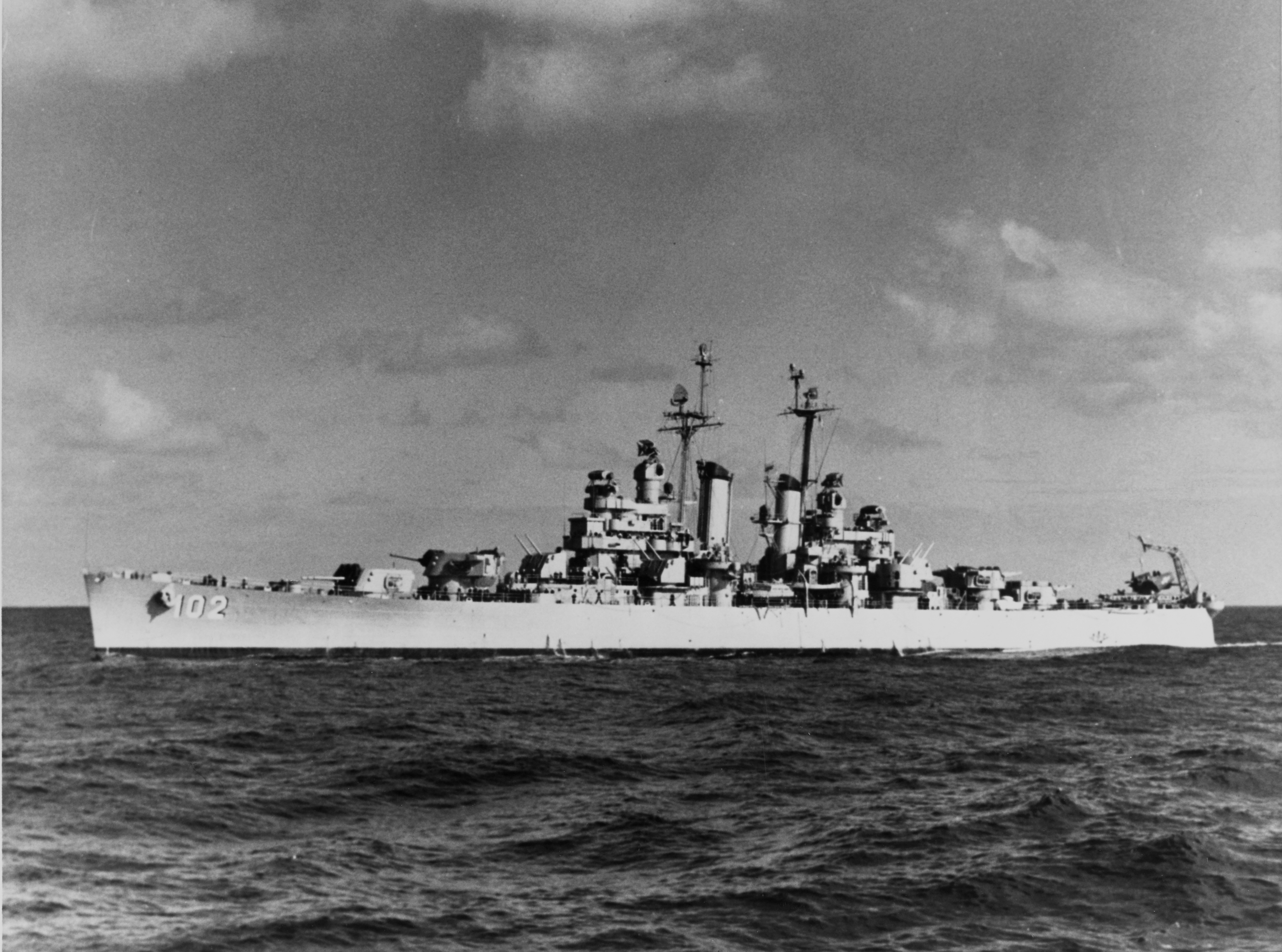
O Portsmouth em 22 de abril de 1948

O batimento de quilha do Portsmouth ocorreu em 28 de junho de 1943 nos estaleiros da Newport News Shipbuilding em Newport News, na Virgínia. Foi lançado ao mar em 20 de setembro de 1944, quando foi batizado por Marian M. Dale e Sarah B. Leigh, sendo comissionado em 25 de junho de 1945. O navio embarcou em seu cruzeiro de testes, navegando para o sul até Cuba. Em seguida foi para Norfolk, mas nesse momento a Segunda Guerra Mundial já tinha acabado, impedindo que a embarcação tivesse qualquer serviço no conflito. O cruzador acabou designado para a Força Operacional de Desenvolvimento, atuando com esta unidade também em 1946. O Portsmouth então partiu para cruzeiro diplomático por vários portos na África, incluindo Cidade do Cabo na África do Sul, Lagos na Nigéria, Freetown em Serra Leoa, Monróvia na Libéria, Dacar na África Ocidental Francesa e Casablanca no Marrocos. Em seguida entrou no Mar Mediterrâneo e visitou Nápoles e Palermo, na Itália, voltando então para os Estados Unidos.
O Portsmouth iniciou em 25 de novembro mais um cruzeiro pelo Mediterrâneo. Chegou em Nápoles em 7 de dezembro e depois foi para o Mar Adriático, navegando até Trieste no final do mês. Ficou patrulhando a área até fevereiro de 1947, período de tensão na região. Passou mais duas semanas em Trieste em março, deixando o Mediterrâneo em abril para voltar para casa. Foi para mais um cruzeiro pelo Mediterrâneo em novembro, retornando em 11 de março de 1948 para Boston, em Massachusetts. Passou por reformas e em seguida participou de exercícios de treinamento na Costa Leste dos Estados Unidos. Durante este período o Portsmouth também realizou cruzeiros de treinamento pelo Mar do Caribe para pessoal da Reserva da Marinha dos Estados Unidos. Foi então para o Estaleiro Naval da Filadélfia para uma última reforma em preparação para ser colocado na reserva. Foi descomissionado em 15 de junho de 1949 e colocado na Frota de Reserva do Atlântico. Permaneceu no inventário até ser removido do registro naval em 1º de dezembro de 1970 e desmontado no ano seguinte.